# Бої за Дамаск (2024)
Бої за Дамаск (араб. معركة دمشق) — воєнні дії між сирійською опозицією та урядовими військами за контроль над столицею Сирії.

## Контекст
Іран почав виведення свого персоналу з Сирії в ранні години 6 грудня, евакуювавши провідних командирів Сил «Кудс» Корпусу вартових ісламської революції (КВІР) і розпорядившись про евакуацію співробітників посольства Ірану в Дамаску та баз КВІР по всій Сирії. Евакуйовані іранці попрямували до Лівану та Іраку.
Захоплення Хомса фактично відрізало Дамаск від прибережних оплотів аль-Асада в Тартусі та Латакії.
На початок 7 грудня повстанці захопили більшу частину провінцій Дар'а та Ес-Сувейда, дозволивши деяким проурядовим силам безпечно відступити до Дамаска.

## Хронологія
7 грудня 2024 року сили сирійської опозиції з Південного ситуаційного центру увійшли до регіону Риф-Дамаск із півдня, наблизившись на відстань 20 км до Дамаска. Сирійська арабська армія відступила з кількох позицій на околицях міста.
Одночасно з наступом на Дамаск опозиційні сили «Тахрір аш-Шам» і Сирійська національна армія на півночі розпочали наступ на Хомс, тоді як Сирійська вільна армія просувалася до столиці з південного сходу.
В ніч з 7 на 8 грудня президент Сирії Башар аль-Асад покинув країну. За даними Flightradar, останній літак із Дамаска, на борту якого міг перебувати Асад, різко змінив курс над узбережжям Сирії, де розташовані російські військові бази, після чого зник із радарів.
Станом на 8 грудня повстанські сили увійшли до району Барзе в Дамаску, пізніше опозиційні сили заявили про взяття під контроль столиці та падіння режиму Асада.
Опозиційні сили захопили телецентр у Дамаску та виступили з заявою про повалення 50-річного режиму сім'ї Асадів. Вони також зайняли палац Башара Асада, який напередодні залишила вся охорона. Міністр зв'язку уряду Асада Іяд аль-Хатіб заявив Al-Arabiya, що бойовики гарантували безпеку урядовим чиновникам. Прем'єр-міністр Мухаммад Газі аль-Джалалі також повідомив, що веде переговори з командирами бойовиків для узгодження передачі влади. Він заявив про плани провести вільні вибори.
На вулицях Дамаска та Алеппо почалися народні святкування, люди скандують «Свобода!». Жителі міста спалюють портрети Башара Асада та зносять пам'ятники режиму.
Антиурядові сили також повідомили про звільнення в'язнів з тюремної в'язниці Седна, розташованої за 30 км від Дамаска. Це головна політична тюрма режиму Асада. За даними Сирійського центру моніторингу прав людини, з 2011 року в ній було страчено більше 30 тисяч бойовиків та цивільних осіб. Загалом, з початку громадянської війни в ув'язненні загинули понад 100 тисяч осіб.
У неділю вдень озброєні люди захопили посольство Ірану (Тегеран підтримував режим Асада), зірвавши портрети генерала Касема Сулеймані та лідера «Хезболли» Хасана Насралли.

## Реакції
- Сирійська Арабська Республіка: Міністр внутрішніх справ Сирії Мохаммад аль-Рахмун заявив, що урядові сили безпеки створили «дуже потужний військовий кордон» навколо Дамаска, який «ніхто не може прорвати».
- Катар: Міністр закордонних справ шейх Мохаммед бін Абдурахман Аль Тані розкритикував Асада за те, що той не скористався попереднім затишшям у бойових діях для вирішення основних проблем Сирії, зазначивши: «Асаду не вдалося скористатися цією можливістю, щоб почати діалог і відновити відносини зі своїм народом».
- Організація Об'єднаних Націй: Спеціальний посланник ООН у справах Сирії Геїр Педерсен закликав до термінових переговорів у Женеві, щоб забезпечити «упорядкований політичний перехід» і реалізацію Резолюції 2254 Ради Безпеки ООН.
- Ізраїль: На тлі зміни режиму в Сирії Ізраїль розширив буферну зону на Голанських висотах у західній частині Сирії. З 1970-х років Ізраїль контролює більшу частину висот у результаті Війни Судного дня.